# Субмарина (фільм)
«Субмарина» (англ. Submarine) — британсько-американська комедійна мелодрама режисера Річарда Айоаде (що також виступив сценаристом), що вийшла 2010 року. У головних ролях Крейґ Робертс, Ясмін Пейдж. Стрічку знято на основі однойменного роману Джо Данторпу
Продюсерами були Мері Берк, Марк Герберт, Енді Стеббінґ. Вперше фільм продемонстрували 12 вересня 2010 року у Канаді на Міжнародному кінофестивалі у Торонто.
В Україні у кінопрокаті прем'єра фільму відбулась 22 грудня 2011 року. Переклад та озвучення українською мовою зроблено студією «KWA Sound Production» на замовлення Артхаус Трафік. Саундтреек до фільму записав відомий британський артист, фронтмен гуртів Arctic Monkeys та The Last Shadow Puppets  - Алекс Тернер. 

## Сюжет
Олівер Тейт, 15-річний школяр з Уельсу, закохується у свою однокласницю Джордану Бівен. Він починає активно залицятися до неї, на що Джордана відповідає взаємністю, і пара починає зустрічатися. Із тих пір Олівер намагається бути якомога кращим хлопцем для своєї нової дівчини, проте в той же час його батьки знаходяться на межі розлучення, і тепер у нього з'являється нова мета — зберегти свою родину.

## У ролях
| Актор           | Персонаж                             | Роль            |
| --------------- | ------------------------------------ | --------------- |
| Крейґ Робертс   | Олівер Тейт (англ. Oliver Tate)      | 15-річний юнак  |
| Ясмін Пейдж     | Джордана Бівен (англ. Jordana Bevan) | дівчина Олівера |
| Саллі Гокінз    | Джилл Тейт (англ. Jill Tate)         | мати Олівера    |
| Ноа Тейлор      | Ллойд Тейт (англ. Lloyd Tate)        | батько Олівера  |
| Педді Консідайн | Ґрем Первіс (англ. Graham Purvis)    | гуру нью-ейдж   |

## Сприйняття

### Критика
Фільм отримав позитивні відгуки: Rotten Tomatoes дав оцінку 87% на основі 142 відгуків від критиків (середня оцінка 7,3/10) і 81% від глядачів із середньою оцінкою 3,8/5 (22,801 голос). Загалом на сайті фільми має позитивний рейтинг, фільму зарахований «стиглий помідор» від кінокритиків і «попкорн» від глядачів, Internet Movie Database — 7,3/10 (41 137 голосів), Metacritic — 76/100 (37 відгуків критиків) і 7,8/10 від глядачів (72 голоси). Загалом на цьому ресурсі від критиків і від глядачів фільм отримав позитивні відгуки.

### Касові збори
Під час показу у Великій Британії, що розпочався 18 березня 2011 року, протягом першого тижня фільм був показаний у 60 кінотеатрах і зібрав 397,057 $, що на той час дозволило йому зайняти 12 місце серед усіх прем'єр. Показ стрічки протривав 19 тижнів і завершився 24 липня 2011 року. За цей час стрічка у Великій Британії зібрала 2,374,824 $.
Під час показу у США, що розпочався 3 червня 2011 року, протягом першого тижня фільм був показаний у 4 кінотеатрах і зібрав 41,832 $, що на той час дозволило йому зайняти 45 місце серед усіх прем'єр. Показ фільму протривав 77 днів (11 тижнів) і завершився 18 серпня 2011 року. За цей час фільм зібрав у прокаті у США 467,602  доларів США, а у решті світу 397,057  доларів США (за іншими даними 4,114,335 $), тобто загалом 864,659  доларів США (за іншими даними 4,581,937 $) при бюджеті 1,9 млн $.

### Нагороди і номінації[11]
| Рік  | Нагорода                                       | Категорія                                            | Номінант                               | Результат |
| ---- | ---------------------------------------------- | ---------------------------------------------------- | -------------------------------------- | --------- |
| 2011 | Премія британського незалежного кіно           | Найкращий сценарій                                   | Річард Айоаде                          | Перемога  |
| 2011 | Премія британського незалежного кіно           | Найкраща акторка другого плану                       | Саллі Гокінс                           | Номінація |
| 2011 | Премія британського незалежного кіно           | Найбільш багатообіцяючий дебют                       | Крейґ Робертс                          | Номінація |
| 2011 | Премія британського незалежного кіно           | Найбільш багатообіцяючий дебют                       | Ясмін Пейдж                            | Номінація |
| 2011 | Премія британського незалежного кіно           | Приз Дугласа Гікокса за найкращий режисерський дебют | Річард Айоаде                          | Номінація |
| 2011 | Кінофестиваль у Джиффоні                       | Найкращий фільм                                      | Річард Айоаде, Warp Films              | Перемога  |
| 2011 | Міжнародний кінофестиваль у Палм-Спрінгз       | Найкращий режисер                                    | Річард Айоаде                          | Перемога  |
| 2011 | Ґільдія письменників Великої Британії          | Найкращий кіносценарій                               | Річард Айоаде                          | Номінація |
| 2012 | БАФТА у кіно                                   | Найкращий дебют сценариста, режисера або продюсера   | Річард Айоаде                          | Номінація |
| 2012 | BAFTA Awards, Wales                            | Найкращий художній/телевізійний фільм                | Мері Берк, Марк Герберт, Енді Стеббінґ | Перемога  |
| 2012 | BAFTA Awards, Wales                            | Найкращий актор                                      | Крейґ Робертс                          | Перемога  |
| 2012 | Chlotrudis Awards                              | Найкращий адаптований сценарій                       | Річард Айоаде                          | Номінація |
| 2012 | Empire Awards                                  | Найкращий британський фільм                          | стрічка                                | Номінація |
| 2012 | Empire Awards                                  | Найкращий актор-новачок                              | Крейґ Робертс                          | Номінація |
| 2012 | Британська кінонагорода від «Evening Standard» | Найбільш обіцяючий новачок                           | Річард Айоаде                          | Номінація |
| 2012 | Лондонський круг кінокритиків                  | Молодий британський актор року                       | Крейґ Робертс                          | Перемога  |
| 2012 | Лондонський круг кінокритиків                  | Прорив британського режисера                         | Річард Айоаде                          | Номінація |
| 2012 | Лондонський круг кінокритиків                  | Молодий британський актор року                       | Ясмін Пейдж                            | Номінація |

### Виноски
1. 1 2  Submarine: Release Info (англ.). Internet Movie Database. Процитовано 8 січня 2014.
2. 1 2  Субмарина. Kino-teatr.ua. Процитовано 8 січня 2014.
3. 1 2 3 4 5  Submarine (англ.). The Numbers. Процитовано 8 січня 2014.
4. 1 2  Submarine (англ.). Box Office Mojo. Процитовано 8 січня 2014.
5. 1 2  Submarine (англ.). Internet Movie Database. Процитовано 8 січня 2014.
6. ↑  Submarine (англ.). AllMovie. Процитовано 8 січня 2014.
7. 1 2  Submarine: Full Cast & Crew (англ.). Internet Movie Database. Процитовано 8 січня 2014.
8. ↑  Submarine (англ.). Rotten Tomatoes. Процитовано 8 січня 2014.
9. ↑  Submarine (англ.). Metacritic. Процитовано 8 січня 2014.
10. ↑  Submarine — United Kingdom Weekend Box Office (англ.). Box Office Mojo. Процитовано 8 січня 2014.
11. ↑  Submarine: Awards (англ.). Internet Movie Database. Процитовано 8 січня 2014.